# Only on the Left Side
Albums de Daz Dillinger
Gangsta Party
(2007) Who Ride wit Us: Tha Compalation, Vol. 3
(2008)
Only on the Left Side est le dixième album studio de Daz Dillinger, sorti le 12 août 2008.
L'album s'est classé 38e au Top R&B/Hip-Hop Albums et 46e au Top Independent Albums.

## Liste des titres
| No  | Titre                                            | Producteur(s)               | Durée |
| --- | ------------------------------------------------ | --------------------------- | ----- |
| 1.  | Squeeze                                          | Daz Dillinger, Ivan Johnson | 4:49  |
| 2.  | I'm from the Hood (featuring Swizz Beatz)        | Swizz Beatz                 | 3:57  |
| 3.  | Only on tha Left Side                            | Daz Dillinger, Ivan Johnson | 4:30  |
| 4.  | My Summer Vacation                               | Daz Dillinger, Ivan Johnson | 4:29  |
| 5.  | Meal Ticket (featuring Krayzie Bone)             | Daz Dillinger, Ivan Johnson | 4:24  |
| 6.  | I'm da Dopeman                                   | Daz Dillinger, Ivan Johnson | 5:13  |
| 7.  | Blaze Up the Weed                                | Daz Dillinger, Ivan Johnson | 4:06  |
| 8.  | W-Ballz 187 (featuring Big Von)                  | Daz Dillinger               | 0:39  |
| 9.  | Dip Drop Stop Dip (featuring Keak da Sneak)      | Daz Dillinger, Ivan Johnson | 4:14  |
| 10. | This How We Do It (featuring Manish Man)         | Soopafly                    | 5:08  |
| 11. | Do Yo Thang                                      | Daz Dillinger, Soopafly     | 4:29  |
| 12. | Thiz Weekend (featuring Soopafly)                | Daz Dillinger, Soopafly     | 3:50  |
| 13. | Me & My Cuzzin (featuring Snoop Dogg)            | Daz Dillinger, Ivan Johnson | 5:24  |
| 14. | Regretz (featuring Nicole Wray et Tyrese Gibson) | Daz Dillinger, Ivan Johnson | 4:44  |
| 15. | Who I Be                                         | Daz Dillinger, Ivan Johnson | 4:10  |
| 16. | My Wayz R Shady (featuring Obie Trice)           | Salam Wreck                 | 4:12  |
| 17. | Thiz How We Live (featuring Kurupt)              | Lil' Ronnie                 | 4:18  |